# Satara
Satara (in marathi सातारा, Sātārā; ) è una città dell'India di 108 043 abitanti, capoluogo del distretto di Satara, nello stato federato del Maharashtra. In base al numero di abitanti la città rientra nella classe I (da 100 000 persone in su).

## Geografia fisica
La città è situata a 17° 40' 60 N e 73° 58' 60 E e ha un'altitudine di 741 m s.l.m..

## Società

### Evoluzione demografica
Al censimento del 2001 la popolazione di Satara assommava a 108 043 persone, delle quali 55 935 maschi e 52 108 femmine. I bambini di età inferiore o uguale ai sei anni assommavano a 10 761, dei quali 5 780 maschi e 4 981 femmine. Infine, coloro che erano in grado di saper almeno leggere e scrivere erano 86 818, dei quali 47 021 maschi e 39 797 femmine.